# UCI ProSeries de 2022
A UCI ProSeries de 2022 foi a terceira edição da competição ciclista que agrupava as corridas que tinham obtido a licença ProSeries, é o segundo nível de competição na ordem de importância do ciclismo de estrada masculino após o UCI WorldTour. Foi criado no ano 2020 pela União Ciclista Internacional.
Iniciou-se a 2 de fevereiro de 2022 em Espanha  com a Volta à Comunidade Valenciana e finalizará a 18 de outubro com o Tour de Langkawi na Malásia. Em princípio, disputar-se-iam 55 concorrências nas categorias 1.pro (corrida de um dia) e 2.pro (corrida por etapas), outorgando pontos aos primeiros classificados das etapas e à classificação final, ainda que o calendário podia sofrer modificações ao longo da temporada com a inclusão de novas corridas ou exclusão de outras.

## Equipas
As equipas que podiam participar nas diferentes corridas dependia da categoria das mesmas. As equipas UCI WorldTeam e UCI ProTeam, tinham cota limitada para competir de acordo ao ano correspondente estabelecido pela UCI, as equipas Continentais e seleções nacionais não tinham restrições de participação:

## Calendário
As seguintes são as corridas que compuseram o calendário UCI ProSeries para a temporada de 2022 aprovado pela UCI.

### Fevereiro
| UCI ProSeries de 2022 - fevereiro |                               |        |                    |                                    |
| Data                              | Corrida                       | Classe | Vencedor           | Equipa                             |
| --------------------------------- | ----------------------------- | ------ | ------------------ | ---------------------------------- |
| 2-6                               | Volta à Comunidade Valenciana | 2.pro  | Aleksandr Vlasov   | Bora-Hansgrohe                     |
| 10-13                             | Tour La Provence              | 2.pro  | Nairo Quintana     | Arkéa Samsic                       |
| 10-15                             | Tour de Omã                   | 2.pro  | Jan Hirt           | Intermarché-Wanty-Gobert Matériaux |
| 13                                | Clássica de Almeria           | 1.pro  | Alexander Kristoff | Intermarché-Wanty-Gobert Matériaux |
| 16-20                             | Volta ao Algarve              | 2.pro  | Remco Evenepoel    | Quick-Step Alpha Vinyl             |
| 16-20                             | Volta à Andaluzia             | 2.pro  | Wout Poels         | Bahrain Victorious                 |
| 26                                | Faun-Ardèche Classic          | 1.pro  | Brandon McNulty    | UAE Emirates                       |
| 27                                | La Drôme Classic              | 1.pro  | Jonas Vingegaard   | Jumbo-Visma                        |
| 27                                | Kuurne-Bruxelas-Kuurne        | 1.pro  | Fabio Jakobsen     | Quick-Step Alpha Vinyl             |

### Março
| UCI ProSeries de 2022 - março |                                        |        |                  |                        |
| Data                          | Corrida                                | Classe | Vencedor         | Equipa                 |
| ----------------------------- | -------------------------------------- | ------ | ---------------- | ---------------------- |
| 2                             | Troféu Laigueglia                      | 1.pro  | Jan Polanc       | UAE Emirates           |
| 16                            | Nokere Koerse                          | 1.pro  | Tim Merlier      | Alpecin-Fenix          |
| 16                            | Milano-Torino                          | 1.pro  | Mark Cavendish   | Quick-Step Alpha Vinyl |
| 17                            | Grande Prêmio de Denain                | 1.pro  | Max Walscheid    | Cofidis                |
| 18                            | Bredene Koksijde Classic               | 1.pro  | Pascal Ackermann | UAE Emirates           |
| 27                            | GP Industria & Artigianato di Larciano | 1.pro  | Diego Ulissi     | UAE Emirates           |

### Abril
| UCI ProSeries de 2022 - abril |                               |        |                    |                                    |
| Data                          | Corrida                       | Classe | Vencedor           | Equipa                             |
| ----------------------------- | ----------------------------- | ------ | ------------------ | ---------------------------------- |
| 2                             | Grande Prêmio Miguel Indurain | 1.pro  | Warren Barguil     | Arkéa Samsic                       |
| 6                             | Scheldeprijs                  | 1.pro  | Alexander Kristoff | Intermarché-Wanty-Gobert Matériaux |
| 10-17                         | Volta à Turquia               | 2.pro  | Patrick Bevin      | Israel-Premier Tech                |
| 13                            | Flecha Brabanzona             | 1.pro  | Magnus Sheffield   | Ineos Grenadiers                   |
| 18-22                         | Tour dos Alpes                | 2.pro  | Romain Bardet      | DSM                                |

### Maio
| UCI ProSeries de 2022 - maio |                           |        |                  |                        |
| Data                         | Corrida                   | Classe | Vencedor         | Equipa                 |
| ---------------------------- | ------------------------- | ------ | ---------------- | ---------------------- |
| 3-8                          | Quatro Dias de Dunquerque | 2.pro  | Philippe Gilbert | Lotto Soudal           |
| 14                           | Grande Prêmio de Morbihan | 1.pro  | Julien Simon     | TotalEnergies          |
| 15                           | Tro Bro Leon              | 1.pro  | Hugo Hofstetter  | Arkéa Samsic           |
| 24-29                        | Tour da Noruega           | 2.pro  | Remco Evenepoel  | Quick-Step Alpha Vinyl |
| 26-29                        | Boucles de la Mayenne     | 2.pro  | Benjamin Thomas  | Cofidis                |

### Junho
| UCI ProSeries de 2022 - junho |                          |        |                    |                                    |
| Data                          | Corrida                  | Classe | Vencedor           | Equipa                             |
| ----------------------------- | ------------------------ | ------ | ------------------ | ---------------------------------- |
| 5                             | Brussels Cycling Classic | 1.pro  | Taco van der Hoorn | Intermarché-Wanty-Gobert Matériaux |
| 8-12                          | ZLM Tour                 | 2.pro  | Olav Kooij         | Jumbo-Visma                        |
| 11                            | Dwars door het Hageland  | 1.pro  | Oscar Riesebeek    | Alpecin-Fenix                      |
| 15-19                         | Volta à Bélgica          | 2.pro  | Mauro Schmid       | Quick-Step Alpha Vinyl             |
| 15-19                         | Volta à Eslovénia        | 2.pro  | Tadej Pogačar      | UAE Emirates                       |

### Julho
| UCI ProSeries de 2022 - julho |                 |        |                 |                    |
| Data                          | Corrida         | Classe | Vencedor        | Equipa             |
| ----------------------------- | --------------- | ------ | --------------- | ------------------ |
| 23-27                         | Tour de Valônia | 2.pro  | Robert Stannard | Alpecin-Deceuninck |

### Agosto
| UCI ProSeries de 2022 - agosto |                        |        |                    |                                    |
| Data                           | Corrida                | Classe | Vencedor           | Equipa                             |
| ------------------------------ | ---------------------- | ------ | ------------------ | ---------------------------------- |
| 2-6                            | Volta a Burgos         | 2.pro  | Pavel Sivakov      | Ineos Grenadiers                   |
| 10                             | Circuito Franco-Belga  | 1.pro  | Alexander Kristoff | Intermarché-Wanty-Gobert Matériaux |
| 11-14                          | Arctic Race da Noruega | 2.pro  | Andreas Leknessund | DSM                                |
| 16-20                          | Volta à Dinamarca      | 2.pro  | Christophe Laporte | Jumbo-Visma                        |
| 24-28                          | Volta à Alemanha       | 2.pro  | Adam Yates         | Ineos Grenadiers                   |

### Setembro
| UCI ProSeries de 2022 - setembro |                           |        |                          |                     |
| Data                             | Corrida                   | Classe | Vencedor                 | Equipa              |
| -------------------------------- | ------------------------- | ------ | ------------------------ | ------------------- |
| 4                                | Maryland Cycling Classic  | 1.pro  | Sep Vanmarcke            | Israel-Premier Tech |
| 4-8                              | Volta à Grã-Bretanha      | 2.pro  | Gonzalo Serrano          | Movistar            |
| 11                               | Grande Prêmio de Fourmies | 1.pro  | Caleb Ewan               | Lotto Soudal        |
| 13-17                            | Volta ao Luxemburgo       | 2.pro  | Mattias Skjelmose Jensen | Trek-Segafredo      |
| 14                               | Grande Prêmio de Valônia  | 1.pro  | Mathieu van der Poel     | Alpecin-Deceuninck  |
| 15                               | Coppa Sabatini            | 1.pro  | Daniel Felipe Martínez   | Ineos Grenadiers    |
| 17                               | Primus Classic            | 1.pro  | Jordi Meeus              | Bora-Hansgrohe      |

### Outubro
| UCI ProSeries de 2022 - outubro |                      |        |                     |                        |
| Data                            | Corrida              | Classe | Vencedor            | Equipa                 |
| ------------------------------- | -------------------- | ------ | ------------------- | ---------------------- |
| 1                               | Giro de Emília       | 1.pro  | Enric Mas           | Movistar               |
| 3                               | Coppa Bernocchi      | 1.pro  | Davide Ballerini    | Quick-Step Alpha Vinyl |
| 3                               | Giro de Münsterland  | 1.pro  | Olav Kooij          | Jumbo-Visma            |
| 4                               | Três Vales Varesinos | 1.pro  | Tadej Pogačar       | UAE Emirates           |
| 6                               | Giro do Piemonte     | 1.pro  | Iván García Cortina | Movistar               |
| 9                               | Paris-Tours          | 1.pro  | Arnaud Démare       | Groupama-FDJ           |
| 11-18                           | Tour de Langkawi     | 2.pro  | Iván Ramiro Sosa    | Movistar               |
| 16                              | Japan Cup            | 1.pro  | Neilson Powless     | EF Education-EasyPost  |